# Santuario del Valinotto
Il santuario del Valinotto (o Vallinotto) è una chiesa piemontese intitolata alla Visitazione e ubicata in una frazione di Carignano, comune della città metropolitana di Torino.

## Storia
La realizzazione della chiesa fu commissionata nel 1738 all'architetto Bernardo Antonio Vittone dall'agiato banchiere Antonio Facio, proprietario della Cascina del Valinotto e fondatore dell'Opera Pia Faccio-Frichieri, operante in Carignano ancora nel XXI secolo.
Faccio progettò il tempio come «dono per i contadini e il suo fondo», riservando il privilegio di nomina del cappellano a sé e ai propri eredi, ponendo come ulteriore vincolo testamentario alla concessione del diritto di superficie del terreno un "diritto di prelazione" sulla nomina, vale a dire il fatto che il cappellano dovesse essere scelto preferibilmente fra i sacerdoti della famiglia. 
L'edificio sorse su una preesistente cappella campestre. 
Il 4 giugno 2017 è stato riaperto al pubblico, dopo una prima fase di restauro alle cui spese ha partecipato la Fondazione della Compagnia di Sanpaolo.

## Caratteristiche

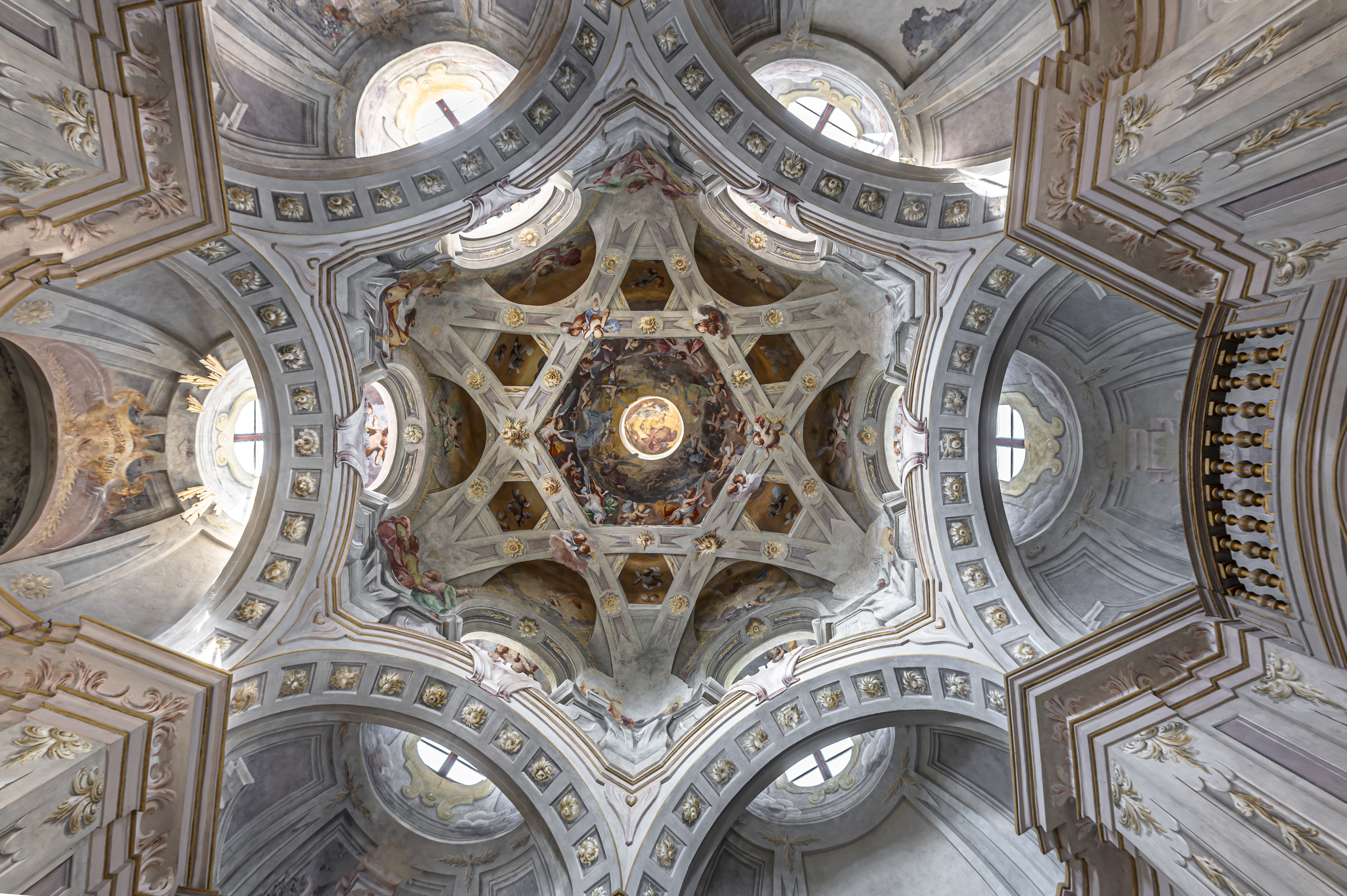
Cupola

Il santuario sorge su un latifondo un tempo di proprietà del committente Antonio Faccio a qualche chilometro dal centro abitato di Carignano. Ispirato dalla scuola guariniana e juvarriana della vicina Torino, il Vittone ha concepito un'architettura caratterizzata dalla sobria eleganza esterna quanto ricca di affreschi all'interno; la chiesa è costituita da una navata unica con pianta a croce latina il cui transetto è sormontato da una complessa cupola traforata che la fa considerare uno dei migliori esempi dell'architettura barocca piemontese. Il lessico progettuale di Vittone è frutto di un'attenta considerazione del rapporto dei volumi tale da conferire all'interno effetti di luce di grande suggestione. 
La decorazione interna, completata nel 1740, comprende un ciclo di affreschi di Pier Francesco Guala che culmina nella Gloria con Angeli e Santi raffigurante i maggiori protagonisti della Controriforma: San Filippo Neri, San Francesco di Sales, San Francesco Saverio e San Carlo Borromeo; l'affresco è scandito e inquadrato in prospettive geometriche a trompe-l'œil. Sulla base del tamburo della cupola sono invece affrescati i dodici apostoli e, salendo con lo sguardo, si può notare il gruppo di soggetti divini della Chiesa costituito da schiere di angeli, la Vergine e la Trinità. Il ciclo di affreschi parietali perimetrali raffigurano invece i sacramenti: battesimo, penitenza ed eucaristia. 
Sempre del Guala sono il paliotto e la Pala della Visitazione, ora custoditi presso l'Opera Pia Faccio e Fricheri di Carignano, ma in origine collocati sull'altare maggiore. È invece attribuito al Piffetti il tronetto raffigurante gli angeli che adorano il Santissimo Sacramento, realizzato con l'utilizzo di legni rari, intarsiati con avorio e madreperla. A completare il corredo dell'arredo sacro vi è una coppia di confessionali lignei con piedi caprini che recano due moniti: «Adesso sei libero dal peccato» e «Non peccare più». 
La sacrestia, probabilmente parte dell'edificio preesistente, conserva invece l'affresco della Madonna del Latte, risalente al XVI secolo, rappresenta la Vergine Madre di Dio mentre allatta al seno l'infante Gesù, raffigurandola in una scena di nudo materno molto rara nella tradizione cattolica e che era stata esclusa nuovamente dal canone dell'arte sacra mariana decretato dal Concilio di Tento nel 1563. L'opera è stata attribuita ad artisti della bottega del Macrino, a lui prossimi, come Jacopo Longo.